# Say What You Will, Clarence...Karl Sold the Truck
Say What You Will Clarence...Karl Sold the Truck è l'album di debutto dei Soul Asylum, uscito presso la Twin/Tone Records, registrato tra il 1981 e il 1984, pubblicato per la prima volta il 24 agosto 1984, sotto il nome di Say What You Will... Everything Can Happen, e ristampato nel 1988 sotto il titolo attuale.
Venne venduto nel 1984 in tiratura limitata di 6738 copie in vinile e 2639 in audiocassette, quando venne ristampato quattro anni dopo vennero aggiunte altre 5 tracce.
L'album venne prodotto da Bob Mould, cantante degli Hüsker Dü.

## Tracce
Tutte le canzoni sono scritte da Dave Pirner:
1. Draggin Me Down[ristampa 1] – 2:08
2. Long Day – 2:46
3. Money Talks – 2:32
4. Voodoo Doll – 3:42
5. Stranger – 3:44
6. Do You Know[ristampa 1] – 1:54
7. Sick Of That Song – 0:52
8. Religiavision – 5:09
9. Spacehead[ristampa 1] – 2:08
10. Walking – 2:20
11. Broken Glass[ristampa 1] – 2:23
12. Masquerade[ristampa 1] – 5:16
13. Happy – 2:45
14. Black And Blue – 3:27

1. 1 2 3 4 5  Canzone aggiunta nella successiva ristampa.